# Ольга (корвет, 1829)
«Ольга» («Месемврия», «Ахиолло») — 24-пушечный парусный корвет, а затем транспортное судно Черноморского флота России.

## Описание корвета
Парусный деревянный корвет. Длина корвета составляла 39 метров, ширина — 10,7 метра, осадка — 5,3 метра. Вооружение судна состояло из 24-х орудий. Назван был в честь дочери императора Николая I, великой княжны Ольги Николаевны, поскольку был захвачен у турок в день Равноапостольной княгини Ольги.

## История службы
11 июля 1829 года десантом, высаженным с брига «Орфей» под командованием капитан-лейтенанта Е. И. Колтовского, при взятии крепости и города Ахиолло на стапеле был захвачен «не вполне законченный постройкой» корвет. Корвет был достроен и, после спуска на воду в сентябре 1829 года вошёл в состав Черноморского флота России под именем «Ольга».
В 1829 году корвет перешёл из Ахиолло в Севастополь. С  1830 по 1832 год в находился в практических плаваниях в Чёрном море.
В 1833 году в Николаевском адмиралтействе корвет был переоборудован в транспорт и переименован в «Ахиолло».
В 1834 и 1835 годах находился при Николаевском порте. С 1836 по 1841 год выходил в плавания к берегам Кавказа в составе отрядов и эскадр. Принимал участие в создании Кавказской укрепленной береговой линии. 7 июня 1837 года в составе эскадры контр-адмирала С. А. Эсмонта высаживал десанты на мыс Адлер, 13 апреля 1838 года в составе эскадры контр-адмирала Ф. Г. Артюкова — в устье реки Сочи и 10 мая 1840 года в составе эскадры вице-адмирала М. П. Лазарева — в устье реки Туапсе у Вельяминовского форта. С 1842 по 1847 год использовался для перевозки грузов между портами Чёрного моря.

## Командиры корвета
Командирами корвета в разное время служили:
- И. Н. Скрыдлов (1829 год).
- А. А. Тишевский (1830—1832 год).

Командирами транспортного судна «Ахиолло» в разное время служили:
- П. С. Плетнев (1834–1835 годы).
- А. К. Безуар (1836—1837 годы).
- И. Г. Арищенко (1838—1839 годы).
- А. Ф. Аркулов (1840 год).
- И. В. Колесников (1841 год).
- Н. Ф. Иванов (1842—1846 годы)
- С. И. Наумовский (1847 год).